# Коліновці
Коліновце (словац. Kolinovce) — село в окрузі Спішска Нова Вес Кошицького краю Словаччини. Площа села 4,68 км². Станом на 31 грудня 2015 року в селі проживав 571 житель.

## Історія
Перші згадки про село датуються 1312 роком.

## Населення
| Рік:            | 1994. | 2004.   | 2014.   | 2024.   |
| --------------- | ----- | ------- | ------- | ------- |
| Кількість осіб: | 540   | 590     | 576     | 580     |
| Різниця:        |       | +9,25 % | -2,37 % | +0,69 % |

| Рік:            | 2023. | 2024.   |
| --------------- | ----- | ------- |
| Кількість осіб: | 576   | 580     |
| Різниця:        |       | +0,69 % |